# Museo de las Encartaciones
El Museo de Las Encartaciones, está ubicado en la casa de juntas de Avellaneda situada en el barrio de Avellaneda del municipios vizcaíno de  Sopuerta, en la  comarca de Las Encartaciones en el País Vasco en España.Constituye uno de los símbolos más emblemáticos e identificables de la comarca de Las Encartaciones.
Sus orígenes se remontan al siglo XIV y del siglo XVII data su escudo procedente de una renovación del antiguo caserío entre 1623-1635. Aquí se celebraban juntas independientes de las de Guernica, y los representantes del valle eran convocados con una trompeta desde el monte Kolitza de Valmaseda. Era en la Casa de Juntas de Avellaneda donde antiguamente hasta principios del XIX se celebraban las Juntas Generales Encartadas, por este motivo constituye uno de los edificios más representativos de la comarca. Esta Junta representaba el más alto organismo de gobierno cuyas competencias eran: administrar justicia, gobierno y defender el Fuero Encartado.
Las primeras noticias de que se dispone son del siglo XIV y no indican la existencia de un edificio por lo que las reuniones debían de celebrarse en un descampado delante del castillo en un árbol con frondosa copa bajo el cual se reunían los junteros cuando hacía buen tiempo. Dicen que era un roble similar al de Guernica, pero ya no se conserva ni el más leve vestigio. Cuando se reconstruyó la torre y se abrió al público se plantó un retoño del árbol de Guernica, pero una tormenta se llevó el retoño. Sede de la Casa Juntera de la Merindad en la que vivía el teniente Corregidor de Las Encartaciones de Vizcaya a la sombra del Roble de las libertades Encartadas, símbolo de la Ley Consuetudinaria o de libre albedrío y del Fuero de 1394.
El primer edificio se levantó a principios del siglo XVI, en 1592 se iniciaron las obras de la Nueva Casa de Juntas. El edificio dejó de usarse en 1806, al suprimirse las Juntas Generales Encartadas, lo que provocó su ruina progresiva a lo largo del siglo XIX. El edificio se mantuvo sin muchos cambios hasta el fin de la etapa foral, pero abolidos sus fueros y perdida su función administrativa la Casa de Juntas de Avellaneda conoció un largo periodo de abandono, hasta que ya en el siglo XX fue remodelada y reconvertida en una torre de aspecto medieval, en el que se instaló un Museo comarcal en 1933. La Diputación Foral de Vizcaya decidió intervenir en la restauración del conjunto de la Avellaneda (Vizcaya), acometida en diferentes fases siendo la más notable la realizada por Eugenio María de Aguinaga entre 1942 y 1957, añadiendo otro piso, abriendo vanos románicos, colocando ventanas de estilo románico y renacentista, rematando el edificio con almenas dándole el aspecto de torre como símbolo de Las Encartaciones que tiene en la actualidad. La Torre de Avellaneda fue cárcel de la zona y todavía se pueden ver las mazmorras con grilletes, donde se encerraba a las personas acusadas de Brujería de la comarca antes de ser conducidas a la hoguera. Desde la reja de la prisión se divisa la ermita del Ángel, de modo que los ajusticiados podían asistir con la vista a los oficios religiosos. La torre está abierta al público y se celebran actos oficiales. En la actualidad el Museo de Las Encartaciones recrea en sus diez salas la vida e historia de la comarca y de sus habitantes mediante piezas originales, reproducciones, maquetas, planos y fotografías mostrando temas como el mundo prehistórico, la romanización, la Fundación de villas, las guerras banderizas, la sociedad rural tradicional, el arte y la arquitectura entre otros. En 1989 se realizó otra reforma con el fin de ampliar el museo, es una construcción de rasgos modernos que supone una ruptura arquitectónica con todos los edificios anteriores. En 1992, tras la recuperación del edificio por parte de las Juntas Generales de Vizcaya, se emprendió una intensa reforma del mismo con ciertas mejoras y en el año 1994 se volvió a inaugurar el Museo de Las Encartaciones.